# 1789 en Italie
Chronologie de l'Italie
- 1785
- 1786
- 1787
- 1788
- 1789
- 1790
- 1791
- 1792
- 1793

## Événements
- 23 février : loi sur les fidéicommis en Toscane[1]. Certains titres de fidéicommis sont abolis et il est interdit d’en créer de nouveaux : certains biens ecclésiastiques sont fractionnés et loués à des paysans qui pourront ensuite s’en rendre acquéreurs. Cette opération est largement sabotée par les grands propriétaires qui s’arrangent pour acheter directement les lots mis en vente.
- 9 mars : Ludovico Manin devient doge de Venise (fin en 1797)[2].

## Culture

### Opéras créés en 1789
- 28 février : Il disertore francese [3], opera seria d'Angelo Tarchi, livret de Bartolomeo Benincasa (it), créé au Her Majesty's Theatre, sur Haymarket, à Londres.
- 2 juin : La generosità d'Alessandro [4], opera lirica d'Angelo Tarchi, livret de Pietro Metastasio, créé au Her Majesty's Theatre, sur Haymarket, à Londres.
- 25 juin : Nina, opéra de Giovanni Paisiello, créé à Caserte.
- 3 août : L'Isola incantata (L'Île enchantée), opéra-bouffe de Antonio Bartolomeo Bruni, créé à Paris, au Théâtre de Monsieur.
- 8 octobre : Cléopâtre, opéra de Domenico Cimarosa, créé à Saint-Pétersbourg.

- L'amor contrastato o sia La molinarella (L'amour contrarié ou La meunière), opéra-bouffe de Giovanni Paisiello, créé à Naples pour le carnaval 1789.

## Naissances en 1789
- 12 janvier : David Banderali, chanteur lyrique (ténor), nommé maître de chant au Conservatoire de Paris sur proposition de Gioachino Rossini. († 13 juin 1849).
- 17 janvier : Maria Domenica Brun Barbantini, religieuse, fondatrice de la congrégation religieuse des Sœurs ministres des malades de saint Camille, reconnue bienheureuse par l'Église catholique. († 22 mai 1868)
- 22 janvier : Luca Passi, prêtre catholique, fondateur de la Société de Sainte Dorothée, béatifié en 2013 († 18 avril 1866).
- 23 janvier : Marco Bordogni, chanteur lyrique (ténor) et professeur de chant, interprète de nombreux rôles dans les opéras de Rossini. († 31 juillet 1856)
- 24 juin : Silvio Pellico, écrivain, poète et dramaturge. († 31 janvier 1854).
- 6 août : Sebastiano Santi, peintre, à qui l'on doit la décoration de nombreuses églises en Vénétie et au Frioul. († 18 avril 1866).
- 21 novembre : Cesare Balbo, écrivain, historien et homme politique, qui fut l'un des théoriciens et des acteurs principaux du Risorgimento[5]. († 3 juin 1853).

## Décès en 1789
- 10 janvier : Domenico Orsini d'Aragona, 69 ans, cardinal créé par le pape Benoît XIV.  (° 5 juin 1719)
- 17 janvier : Andrea Negroni, 78 ans, cardinal, créé par le pape Clément XIII. (° 2 novembre 1710)
- 5 mai : Giuseppe Baretti, 70 ans, écrivain, érudit, dramaturge, polémiste, critique littéraire, lexicographe et traducteur, connu notamment pour ses traductions en vers des pièces de Corneille. (° 24 avril 1719).
- 9 mai : Giuseppe Bonito, 82 ans, peintre de la période rococo, peintre de la cour du roi de Naples à partir de 1751. (° 11 janvier 1707).
- 27 septembre : Giovenale Sacchi, 62 ans, religieux barnabite et musicologue, spécialiste de la musique sacrée. (° 22 novembre 1726)